# 南ロシア

ロシア南部を色分けで示したロシアで一般的な地図(the 南部連邦管区は青、 北カフカース連邦管区は赤).

南ロシア（みなみロシア；ロシア語: Юг Россі́и, Юг Росси́и）は、一義的には「ロシアの南部」のことで、文法的に逐語訳すると「ロシアの南（南部、南方）」となる。

## 定義
1917年まではロシア帝国、それ以降はロシア共和国の地理区分であった。別の地理区分でいうところの左岸ウクライナ、北カフカース、ヴォルガ川下流域が含まれる。ロシア帝国の行政単位では、ベッサラビア県、エカテリノスラフ県、タヴリダ県、ヘルソン県が含まれた。1991年以降の今日のロシア連邦では、ロシア南部というのは南部連邦管区と北カフカース連邦管区を指す概念として捉えられている。
第二義的にはロシア革命後に発生したロシア内戦の時期に、ドン地方を中心とするロシア南部で成立した自治組織の名称である。1918年に白軍によって建設され、1920年に赤軍によって壊滅させられるまで存続した。中心はドン軍管州であった。以下、この政体について解説する。

## 南ロシア軍統治下の南ロシア
南ロシアの統治形態は軍事独裁であり、著名な M・V・アレクセーエフ将軍、 L・G・コルニーロフ将軍、 A・I・デニーキン将軍、 P・N・ヴラーンゲリ将軍がその最高権力者を歴任した。民生部門の統治機関は、1918年8月31日にエカテリノダールで組織された義勇軍総司令官付属特別委員会（のち南ロシア軍総司令官付属特別会議）、1919年12月30日にノヴォロシースクで組織された南ロシア軍総司令官付属政府、1920年3月にノヴォロシースクで組織された南ロシア政府であった。
南ロシアの全盛期には、その支配域を左岸ウクライナや北カフカース、クリミア半島、ヴォルガ川下流域にまで広げた。南ロシア政府はしばしばコサック共和国や山岳民族の分離主義と対峙せねばならず、その政体はまったく不安定であった。さらに、君主制主義者や社会革命党員との闘争もうまく乗り切らねばならなかった。南ロシアの外交は、連合国への指向で語ることができる。その敵対勢力は、ボリシェヴィキに加え、ネストル・マフノに率いられたウクライナの無政府主義者のウクライナ革命蜂起軍、そしてウクライナ人民共和国のディレクトーリヤ軍、グルジアの独立勢力らであった。
その後、戦局の悪化により白軍は南ロシアを追われ、クリミアへ立て籠もった。政府組織は、1920年にセヴァストーポリで組織されたロシア南部政府によって引き継がれた。